# Olivier Faure (homme politique)
Pour les articles homonymes, voir Olivier Faure.
Olivier Faure, né le 18 août 1968 à La Tronche (Isère), est un homme politique français.
Membre du Parti socialiste, il est depuis 2012 député de la Seine-et-Marne et président du groupe socialiste, écologiste et républicain à l'Assemblée nationale entre 2016 et 2018.
À l'issue du congrès suivant le quinquennat de François Hollande à Aubervilliers, il devient premier secrétaire du Parti socialiste en 2018 et est reconduit dans ses fonctions lors du congrès de Villeurbanne en 2021.
Après l'échec d'Anne Hidalgo lors de l'élection présidentielle de 2022, le Parti socialiste rejoint sous sa direction la Nouvelle Union populaire écologique et sociale (Nupes) menée par Jean-Luc Mélenchon lors des élections législatives de 2022, ce qui lui vaut l’hostilité des éléphants du parti, opposés à une alliance avec le leader insoumis. Cette stratégie lui permet de sauver le groupe socialiste au palais Bourbon et recentre le Parti socialiste sur une orientation plus à gauche que sous le quinquennat de François Hollande.
Il est reconduit à la tête du Parti socialiste en 2023 sur une ligne défendant la Nupes lors du congrès de Marseille face au maire de Rouen Nicolas Mayer-Rossignol. Après la dissolution de l'Assemblée nationale à la suite de la victoire de l'extrême-droite aux élections européennes de 2024, il rejoint le Nouveau Front populaire initié par François Ruffin, une coalition qui permet le renforcement de la présence des socialistes à l'Assemblée nationale.
Il affronte à nouveau Nicolas Mayer-Rossignol en 2025 qui regroupe l'ensemble de son opposition interne lors du congrès de Nancy et parvient à se maintenir à la tête du Parti socialiste.

## Situation personnelle

### Origines familiales
OIivier Faure désigne sa famille paternelle, originaire des Hautes-Alpes, comme « une famille traditionnelle française où le bon sens paysan faisait bon ménage avec un goût de l'ordre social » et « maurrassienne »,. Ses grands-parents paternels, Fernand et Lucienne, l'accueille à de multiples reprises pendant ses vacances. Son arrière-grand-père duquel il tient son patronyme aurait été de son propre aveu membre de l'Action française et avait un portrait dédicacé de Charles Maurras. 
Son père, qui a initialement suivi la pensée politique familiale au point de distribuer de la propagande nationaliste pendant la guerre d'Algérie, opère un virage à gauche lors de sa mutation à la Réunion en tant qu'agent des impôts et revient en France « métamorphosé » par son expérience de vie dans un territoire où plusieurs origines se mélangent, se syndiquant à la CFDT et adhérant pendant un court moment au Parti socialiste. Il rebascule toutefois à l'extrême droite à la fin de sa vie. 
Sa mère, infirmière, est la fille de Tá bá Hoā et de Nguyêñ thi Daō. Sa grand-mère est présentée dans l'acte de naissance comme femme de premier rang, terme qui désigne selon Olivier Faure l'épouse principale en raison de la pratique de la polygamie qui était encore fréquente chez les familles nobles vietnamiennes. Elle meurt lors de l'accouchement de son sixième enfant. Son grand-père est un riche propriétaire terrien du Sud-Vietnam et a également des origines chinoises. Devenu ministre viet-minh après la Seconde Guerre mondiale, il meurt après l'offensive du Tết en 1969. La fortune et les biens familiaux sont pillés par les Viêt-congs après la chute de Saïgon. 

### Enfance et formation
OIivier Faure naît en 18 août 1968 à La Tronche en Isère. Après une enfance à l'île de La Réunion, il grandit dans la cité des Blossières à Orléans, où il prend conscience de l'existence des inégalités et du racisme, puis déménage dans le quartier du Vilpot à son adolescence.  
Élève du lycée Pothier d'Orléans, il est titulaire d'un diplôme d'études approfondies (DEA) en droit économique obtenu à l'université d'Orléans et d'un autre DEA en sciences politiques obtenu à l'université Paris 1 Panthéon-Sorbonne. 

### Vie privée
Il est le père de quatre enfants, nés de deux unions.
Il est en 2018 l'époux de Soria Blatmann, membre du cabinet présidentiel d'Emmanuel Macron chargée des droits de l'homme jusqu'en février 2018, date à laquelle elle rejoint la nouvelle directrice générale de l'Unesco, Audrey Azoulay. Le couple est désormais séparé.
Proche de Christophe Castaner, il rompt en mars 2019 avec celui-ci, devenu ministre de l'Intérieur de la majorité LREM ; en février 2020, Christophe Castaner affirme avoir accompagné Olivier Faure « dans ses divorces et ses séparations », suscitant l'indignation de celui-ci.

## Parcours politique

### Débuts
Il adhère au Parti socialiste à l'âge de seize ans, militant également à l'Union nationale des étudiants de France. Cette adhésion lui vaut au niveau familial la réprobation de son grand-père paternel. Au Parti socialiste, il fait la connaissance de Benoît Hamon, avec lequel il partage une colocation, d'abord à Maisons-Alfort puis dans le 10e arrondissement de Paris,. En 1991, à 23 ans, il devient secrétaire général des jeunes rocardiens, succédant à Manuel Valls.
Il est, de 1991 à 1993, collaborateur du président de la commission des lois de l’Assemblée nationale française, Gérard Gouzes.
De 1993 à 1997, il est cadre dirigeant d'une PME de 150 salariés,.
Il est ensuite successivement conseiller de Martine Aubry au ministère de l’Emploi de 1997 à 2000, puis directeur adjoint du cabinet de François Hollande, premier secrétaire du Parti socialiste, de 2000 à 2007. Il est l'auteur d'une bande dessinée publiée début 2007, Ségo, François, papa et moi, qui raconte les coulisses de la campagne de Ségolène Royal pour être élue candidate socialiste à l'élection présidentielle de 2007.
Candidat aux élections législatives de 2007 dans la 8e circonscription de Seine-et-Marne, il est battu par Chantal Brunel (UMP). En octobre 2007, il rejoint Jean-Marc Ayrault et devient secrétaire général du groupe socialiste à l'Assemblée nationale.

### Quinquennat de François Hollande (2012-2017)

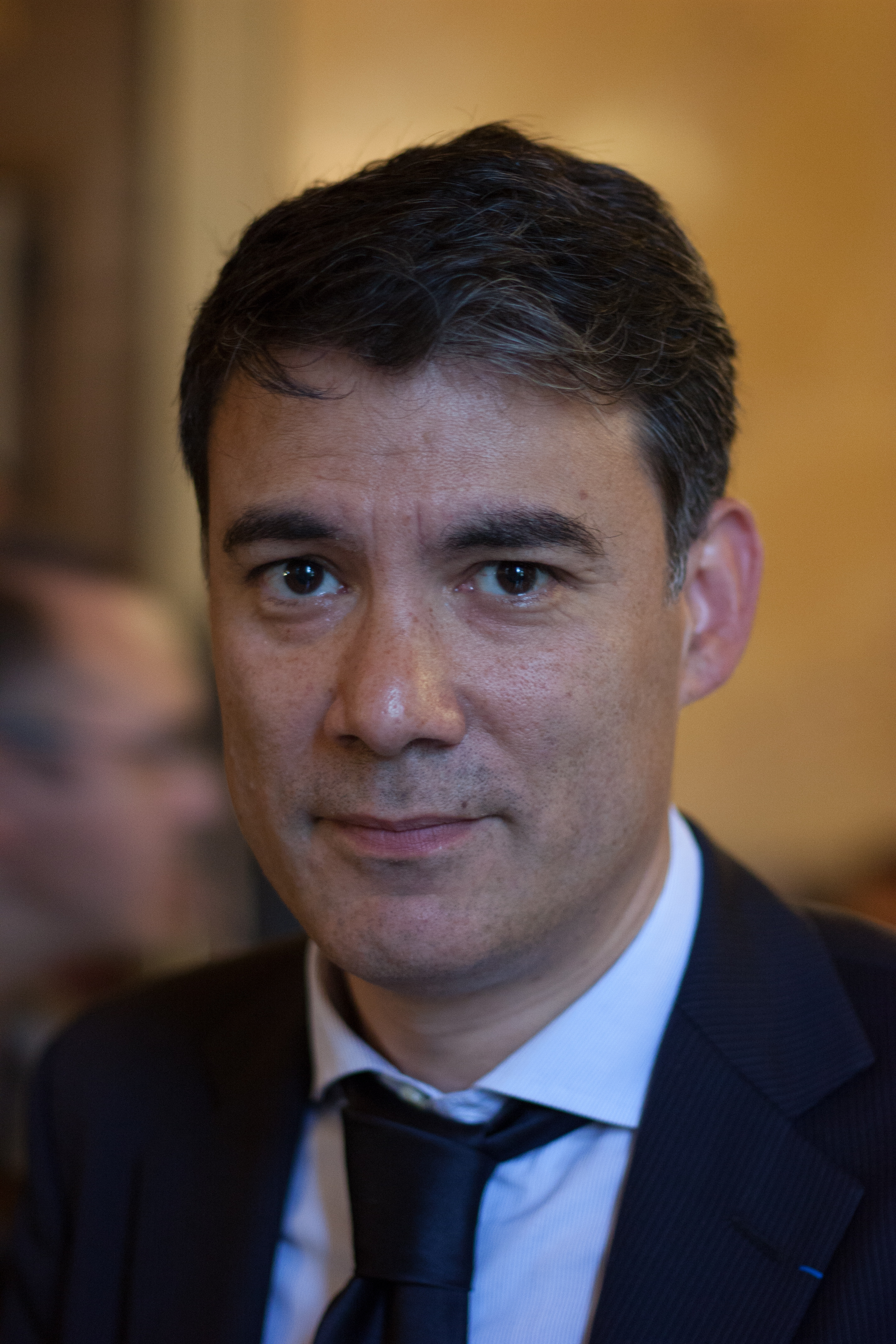
Olivier Faure juste après son élection comme député de la 11e circonscription de Seine-et-Marne, en 2012.

Pendant la campagne de la primaire présidentielle socialiste de 2011, il est chargé de la communication de François Hollande, puis pendant la campagne présidentielle de 2012, il est l'expert « opinion » auprès du candidat socialiste. Il devient, après la victoire du 6 mai 2012, le conseiller spécial du Premier ministre, Jean-Marc Ayrault, fonction dont il démissionne une fois élu député le mois suivant, suite à son investiture en janvier par le PS pour les législatives.
Dans la onzième circonscription de Seine-et-Marne, qui semble « gagnable pour la gauche », malgré les échecs en 2002 et 2007 de son candidat l'écologiste Jean-Marc Brûlé qui cette fois s'efface, il est élu le 17 juin avec 63,2 % des voix au second tour face à Cathy Bissonnier (UMP) puis élu troisième vice-président du groupe socialiste, républicain et citoyen.
Le 18 juillet 2012, il intègre la direction du PS à la fonction de secrétaire national à la communication.
Début juillet 2013, à l'occasion de l'entrée de Philippe Martin au gouvernement, il devient le 2e vice-président du Groupe SRC à l'Assemblée nationale, chargé des relations avec les partenaires.
Le 15 avril 2014, à l'occasion du conseil national du Parti socialiste, il en devient l'un des porte-paroles. Il est durant toute la législature rapporteur spécial du budget infrastructures de transports collectifs et ferroviaires. En décembre 2014, il fait adopter un amendement au projet de loi de finances permettant - via une augmentation du versement transport payé par les entreprises - la mise en place du passe Navigo à tarif unique, engagement de la majorité de gauche du conseil régional.
Comme député de la majorité, Olivier Faure tente de trouver un compromis sur le texte concernant la déchéance de la nationalité puis sur la loi travail, en vain. Le 13 décembre 2016, Bruno Le Roux entre au gouvernement et il lui il succède à la tête du groupe socialiste, écologiste et républicain de l'Assemblée nationale, élu par 137 voix contre 120 à Guillaume Bachelay. Cette majorité au sein du groupe socialiste est interprétée comme un revers pour le Premier ministre socialiste Manuel Valls, qui avait refusé l'examen d'un amendement de compromis porté par Olivier Faure sur l'article 2 du projet de loi Travail en juillet 2016, préférant recourir à nouveau au très contesté article 49-3.
Il envisage en 2016 de se rallier à Emmanuel Macron dans la perspective de l'élection présidentielle de 2017, mais y renonce après s’être entretenu avec celui-ci et avoir constaté qu'ils ne partagent pas les mêmes valeurs.

### Premier quinquennat d'Emmanuel Macron (2017-2022)
Candidat à sa réélection lors des élections législatives de 2017, il l'emporte en tandem avec son suppléant écologiste, Paulin Roy, avec 61,1 % des voix face à Amandine Rubinelli, candidate de LREM,. Le 22 juin 2017, il est réélu à la présidence du groupe parlementaire socialiste de l'Assemblée nationale, par 28 voix contre 3 à Delphine Batho.
Il s'abstient en juillet 2017 lors du vote sur la confiance au gouvernement d'Édouard Philippe , s'oppose aux ordonnances de la loi Travail et propose un contre-budget au projet de loi de finances. Il intègre au même moment la direction collégiale du PS. En avril 2018, Les Jours relève qu'« avec 27,2 % de votes en accord avec En marche, Olivier Faure ne fait pas partie des députés les plus hostiles à la politique de la majorité ».

#### Élection comme premier secrétaire du Parti socialiste

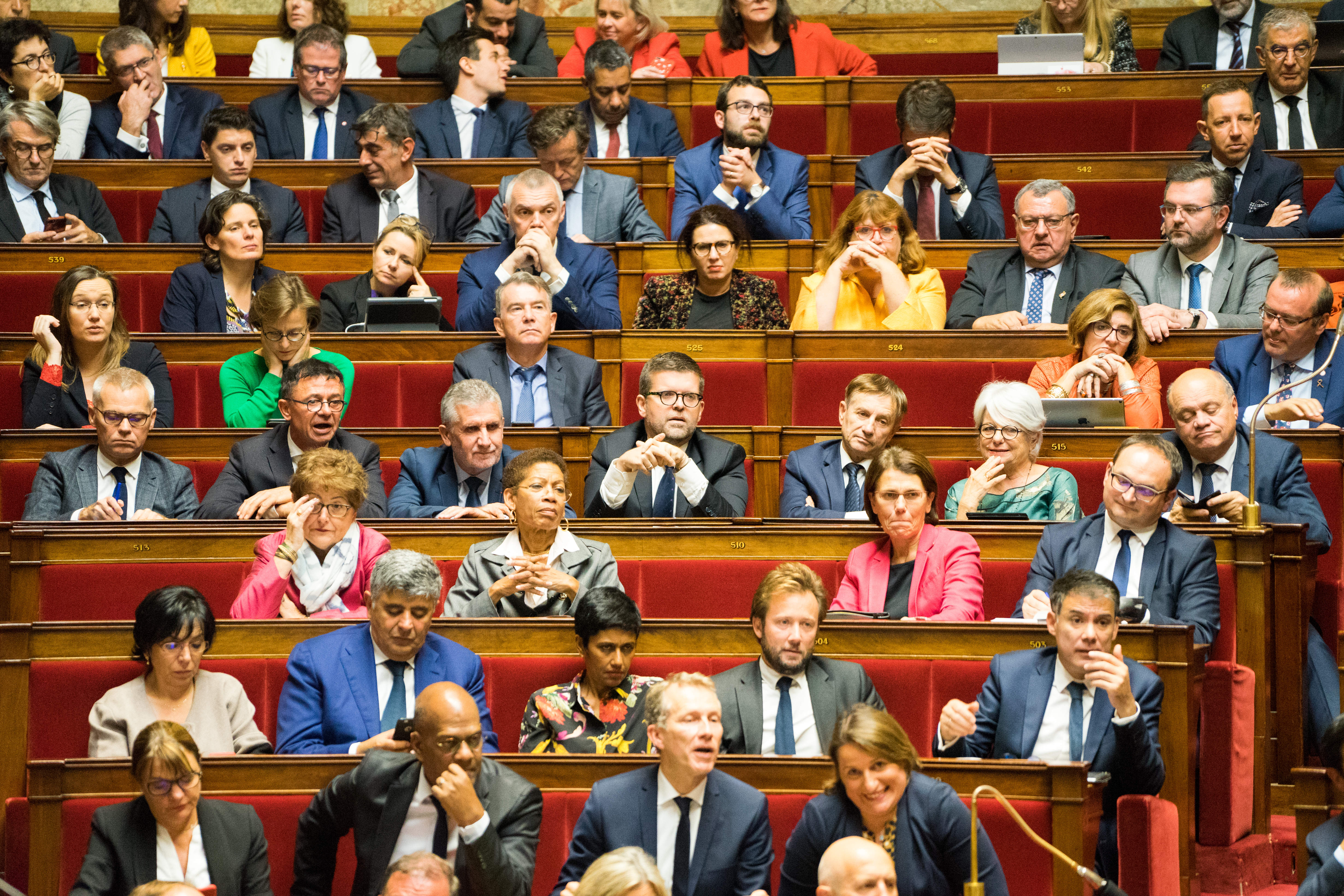
Olivier Faure en 2018 en séance dans l'hémicycle de l'Assemblée nationale au 2e rang à droite.

En janvier 2018, il annonce être candidat à la tête du Parti socialiste en vue du congrès d'Aubervilliers. Premier signataire de la motion « Socialistes, le chemin de la renaissance », il est notamment soutenu par Martine Aubry, maire de Lille, et Carole Delga, présidente de la région Occitanie.
Un sondage réalisé par Harris Interactive auprès des sympathisants socialistes le place en deuxième position, loin derrière l'ancien ministre Stéphane Le Foll, qui bénéficie d'une notoriété plus importante en raison de ses responsabilités gouvernementales sous la présidence Hollande.
Olivier Faure arrive largement en tête du premier tour du vote des adhérents, le 15 mars 2018 : sa motion recueille 48,37 % contre 26,45 % pour celle de Stéphane Le Foll. Ce dernier se retire de la course, assurant ainsi à Olivier Faure de devenir le nouveau premier secrétaire du Parti socialiste à l'issue du congrès d'Aubervilliers. Seul en lice, il est élu le 29 mars 2018 avec 86 %,. Il est proclamé et investi premier secrétaire lors du congrès d'Aubervilliers, le 7 avril suivant,. Après son élection, Valérie Rabault le remplace à la présidence du groupe Nouvelle Gauche.
Le 15 avril, il propose et fait adopter une nouvelle direction par le conseil national du parti, avec Corinne Narassiguin comme nouvelle « secrétaire nationale à la coordination et aux moyens », Boris Vallaud et Gabrielle Siry devenant quant à eux les nouveaux porte-paroles.

#### Scrutins intermédiaires et reconduction à la tête du Parti socialiste
Lors des élections européennes de 2019, plusieurs sondages donnent la liste d’alliance PS-Place publique, conduite par Raphaël Glucksmann, en dessous de la barre des 5 %. La liste obtient finalement 6,2 % des suffrages et six élus, dont trois socialistes, tandis que la liste de Benoît Hamon, qui a quitté le PS, recueille 3,3 % des voix. Alors qu’il est un partisan de l'union de la gauche et des écologistes, sa stratégie est jugée payante lors des élections municipales de 2020 avec le maintien et le gain de grandes villes grâce à des alliances de premier et second tours.
Au cours de l’année 2019, son ambition de se présenter à l'élection présidentielle de 2022 est évoquée par la presse, ce qu'il conteste. En septembre 2021, lors du congrès de Villeurbanne, il est réélu pour un second mandat avec 73,49 % des voix contre 26,52 % pour Hélène Geoffroy. Alors que le prochain scrutin présidentiel approche, il plaide en interne pour une alliance avec les écologistes et les communistes, proposition balayée par Anne Hidalgo, qui devient officiellement la candidate du parti lors d'une primaire interne en octobre. La maire de Paris aurait notamment accusé son premier secrétaire de « rouler pour d'autres » au cours d'un dîner en juin 2021, alors que ce dernier prophétise un désastre en cas de candidature séparée,. Cette crainte d'Olivier Faure se confirme lorsque Anne Hidalgo est éliminée au premier tour de l'élection présidentielle de 2022 avec seulement 1,7% des suffrages exprimés.

### Deuxième quinquennat d'Emmanuel Macron (depuis 2022)

#### Membre de la Nouvelle Union populaire écologique et sociale
Après cette nouvelle débâcle électorale, il propose de discuter d'un rapprochement entre le Parti socialiste et la France insoumise en vue des élections législatives, ce qui divise son parti. Finalement, le Conseil national adopte la motion proposée par Olivier Faure et rejette la ligne de la Présidente de la région Occitanie, Carole Delga, ce qui conduit au départ de plusieurs cadres dont l'ancien Premier ministre Bernard Cazeneuve.
Alors que les négociations sont en cours entre La France insoumise et le Parti socialiste en vue des législatives de juin, de multiples cadres locaux et nationaux socialistes interpellent Olivier Faure sur cet accord avec LFI. Ils dénoncent une « reddition » étant notamment en désaccord concernant le fait de « désobéir à certaines règles européennes », de sortir de l'OTAN ou du nucléaire en démantelant les projets d'EPR. Un clivage avec les anciens dirigeants du Parti socialiste qu'il assume, se disant désormais « libéré ».
Le Parti socialiste rejoint ainsi la Nouvelle Union populaire écologique et sociale avec les trois autres principaux partis de gauche, parvenant à priver le président Macron réélu d'une majorité absolue et de maintenir l’existence du groupe socialiste à l'Assemblée. Il est lui-même réélu député comme candidat unique de la gauche dans sa circonscription avec 64,45% des voix. Sur son initiative, les partis de gauche déposent en septembre une proposition de référendum d'initiative partagée sur les bénéfices exceptionnels des grandes entreprises,. La proposition est néanmoins retoquée par le Conseil constitutionnel. Elle est reprise par le groupe socialiste dans le cadre de sa niche parlementaire du 9 février 2023.
Olivier Faure reste néanmoins accusé de « subordination » à Jean-Luc Mélenchon par de nombreuses personnalités du Parti socialiste, ce dont il se défend en affirmant la liberté de vote des élus socialistes et réaffirme la pertinence de l'union de la gauche.

#### Reconduction d'une courte majorité
Lors du congrès de Marseille en janvier 2023, son texte d'orientation appelé « Gagner! » fait face à deux textes d'orientation moins favorables à la poursuite de l'union avec La France insoumise : celui d'Hélène Geoffroy et de Nicolas Mayer-Rossignol, maire de Rouen, soutenu notamment par Anne Hidalgo, Carole Delga, et Valérie Rabault. La motion de Olivier Faure arrive en tête avec 49,15% des suffrages des électeurs socialistes. Hélène Geoffroy, arrivée en troisième position, rallie la candidature de Nicolas Mayer-Rossignol pour l'élection du premier secrétaire. Olivier Faure est finalement annoncé réélu à la tête du Parti socialiste mais les résultats sont contestés par son adversaire qui pointe de multiples irrégularités. Une commission de recollement valide les résultats quelques jours plus tard en donnant une majorité légèrement plus élevée au secrétaire sortant. Le scrutin est également validé par un huissier.
Le camp du maire de Rouen conteste néanmoins toujours les résultats, appelant à la création d'un directoire, tandis que François Hollande demande à organiser une nouvelle élection. Olivier Faure propose à ses deux adversaires une direction collégiale pour représenter toutes les sensibilités du parti mais également la possibilité pour Nicolas Mayer-Rossignol d'être la tête de liste socialiste pour les élections européennes de 2024, de manière à sortir de la crise, proposition rejetée par son opposant. Un accord est finalement trouvé entre les deux candidats : Olivier Faure est maintenu dans ses fonctions tandis que Nicolas Mayer-Rossignol devient premier secrétaire délégué du parti aux côtes de Johanna Rolland.
Le 4 mars 2023, il démet de ses fonctions Christiane Constant, première secrétaire fédérale du Rhône, réélue l'avant-veille sous le propre texte d'orientation d'Olivier Faure, en raison d'un SMS de sa part « contenant un propos à caractère raciste », à savoir « On a éliminé tous ces macaques […] »,. L'intéressée se défend de tout racisme, prétextant une faute de correcteur orthographique et une référence aux trois singes de la sagesse,. Grâce à sa stratégie d'union, le Parti socialiste voit son nombre d'adhérents augmenter, phénomène qui s'observe également chez les autres partis de gauche.
Les sénatoriales de 2023 permettent de stopper l'érosion du nombre d'élus socialistes à la chambre haute, qui était en baisse depuis 2014, notamment grâce à des listes communes avec les communistes et les écologistes qui permettent également aux deux autres partis d'augmenter leur nombre de sénateurs. Renouvelant son alliance avec le mouvement Place publique de Raphaël Glucksmann pour les élections européennes de 2024, Olivier Faure voit sa stratégie porter ses fruits avec l'élection de treize députés au Parlement européen et l'obtention d'une troisième place au scrutin européen devant les autres listes des partis de la NUPES, redonnant au Parti socialiste une position plus importante au sein de la gauche française,.

#### Création du Nouveau Front populaire
Après la dissolution de l'Assemblée nationale par Emmanuel Macron à la suite des résultats historiques de l'extrême droite aux européennes, il accepte pour son parti la proposition de François Ruffin de participer à la création du Nouveau Front populaire en vue des élections législatives anticipées aux côtés des autres partis de gauche,,,.
Les négociations du programme et de la répartition des circonscriptions ont lieu avec Marine Tondelier, Fabien Roussel et Manuel Bompard. Il précise ne pas souhaiter ni prévoir que cette nouvelle coalition soit menée par Jean-Luc Mélenchon et met en avant le score récent du Parti socialiste dans les négociations, ce qui lui permet d'obtenir une centaine de circonscriptions supplémentaires par rapport à l'accord de la NUPES, au détriment de La France insoumise.
Il représente le Nouveau Front populaire lors du dernier débat télévisé avant le premier tour des législatives face à Jordan Bardella et Gabriel Attal sur France 2 le 27 juin. Il est réélu, pour la première fois dès le premier tour, dans sa circonscription de Seine-et-Marne avec plus de 53 % des suffrages,,. Grace aux circonscriptions supplémentaires négociées par Olivier Faure, les résultats de la gauche au second tour permettent au Parti socialiste de doubler son nombre de députés et d'obtenir un rapport de force au sein de l'union de la gauche équivalent à celui de La France insoumise. Il apparaît au cours des discussions suivant les élections comme possible Premier ministre, fonction qu'il se dit « prêt à assumer »,. Il parvient finalement à faire émerger le nom de Lucie Castets, qui est d'emblée écartée par Emmanuel Macron qui ensuite parvient finalement à obtenir une alliance avec Les Républicains.
Il est à nouveau critiqué par l'opposition interne du Parti socialiste, notamment à la suite du refus de sa majorité de soutenir sans réserves un éventuel gouvernement dirigé par Bernard Cazeneuve,. Les deux courants d'opposition du précédent congrès annoncent leur fusion dans le but de le renverser lors du prochain congrès du parti. Dans le même temps, il prône une candidature unique de la gauche pour la prochaine présidentielle, dont il exclut néanmoins qu'elle soit incarnée par Jean-Luc Mélenchon.

#### Quatrième élection au sein d'un parti toujours divisé
Il se présente en 2025 pour un quatrième mandat à la tête du Parti socialiste pour le congrès de Nancy, où il conduit l'un des trois textes d'orientation soumis aux militants socialistes, Le Cœur de la Gauche, dans lequel il appelle à la création d'une plateforme commune allant « de Ruffin à Glucksmann » pour l'élection présidentielle de 2027. Les deux autres textes d'orientation sont conduits respectivement par Boris Vallaud et par son adversaire du précédent congrès Nicolas Mayer-Rossignol.
Il publie au cours de cette campagne le livre Je reviens te chercher, dans lequel il se base sur le parcours de vie de son père de culture maurrassienne, venu à la gauche puis reparti sur ses vieux jours vers l'extrême droite, afin d'expliquer son combat contre l'extrême droite contemporaine. Son texte d'orientation arrivant en tête avec 42% des suffrages, il se qualifie pour l'élection du Premier secrétaire face à Nicolas Mayer-Rossignol arrivé deuxième avec 40% des voix et est finalement réélu à la tête du Parti socialiste le 6 juin 2025 avec 51,15% des voix. Cette victoire est toutefois relativisée par un score similaire à celui réalisé deux ans auparavant, une situation jugée par les observateurs comme preuve d'une division toujours présente au sein du parti,,.

## Prises de position
Lors de la présidence de François Hollande, en tant que député, il s'oppose au projet gouvernemental de révision constitutionnelle d'extension de la déchéance de nationalité. Il recherche un compromis dans le cadre de la loi travail en cosignant un amendement sur la rémunération des heures supplémentaires afin de faire adopter le texte sans recourir à l'alinéa 3 de l'article 49 de la Constitution par le Premier ministre, sans succès,.
En mai 2021, lors d'un rassemblement de policiers à Paris auquel il participe, il dénonce le fait que ceux-ci soient « exposés en permanence aux agressions » et demande à ce qu'ils aient un « droit de regard » sur les décisions de justice. Cette proposition suscite les critiques de personnalités de gauche, qui invoquent une violation du principe de séparation des pouvoirs,. Il précise par la suite ses propos, revenant notamment sur l'expression « droit de regard », qu'il qualifie de « malheureuse ».
En janvier 2022, il défend et fait adopter à l'Assemblée nationale une proposition de résolution visant à dénoncer le « génocide des Ouïghours » par la Chine.
En août 2022, à la suite d'un appel lancé par le secrétaire général des Nations unies António Guterres afin de taxer les milliards de bénéfices des grandes entreprises pétrolières et gazières réalisant des profits « scandaleux » sur « le dos des plus pauvres en raison de la crise provoquée par la guerre », il dit souhaiter un référendum d'initiative partagée concernant une « taxation des superprofits ».
En octobre 2022, il critique la façon dont Sandrine Rousseau conduit la procédure interne à EELV concernant des accusations de accusations de violences psychologique auxquelles Julien Bayou doit répondre et desquelles il est disculpé par la Justice en 2025.
En octobre 2023, il demande un moratoire sur la construction de l'autoroute A69, qu'il qualifie d'« anachronique » sur le plan écologique. Il suit ainsi les mises en garde des associations locales et de 2 000 chercheurs, contre certains membres de son parti, dont Carole Delga, présidente de la région Occitanie.
En novembre 2023, il propose dans son ouvrage un « capital républicain » proposant de mettre fin à ce qu'il appelle « l'héritocratie ». Il s'agirait d'une dotation universelle indexée sur les études suivies, qui permettrait à tous de bénéficier d'un engagement équivalent de la part de la puissance publique. Les plus aidés seraient les décrocheurs ayant fait peu d'études.
Le 3 juin 2025, il fait adopter en première lecture à l'Assemblée nationale la proposition de loi « portant reconnaissance de la Nation envers les rapatriés d'Indochine et réparation des préjudices subis par ceux-ci et leurs familles du fait de l’indignité de leurs conditions d’accueil" ».

## Synthèse des résultats électoraux

### Premier secrétariat du PS
| Année | Congrès      | Congrès       | Vote des motions | Vote des motions | Vote des motions | Élection du Premier secrétaire | Élection du Premier secrétaire | Élection du Premier secrétaire | Issue |
| Année | Congrès      | Congrès       | Voix             | %                | Rang             | Voix                           | %                              | Rang                           | Issue |
| ----- | ------------ | ------------- | ---------------- | ---------------- | ---------------- | ------------------------------ | ------------------------------ | ------------------------------ | ----- |
| 2018  |              | Aubervilliers | 17 695           | 48,37            | 1er              | NC                             | 86                             | 1er                            | Élu   |
| 2021  | Villeurbanne | NC            | 73,49            | 1er              | NC               | 72,08                          | 1er                            | Élu                            |       |
| 2023  | Marseille    | 11 277        | 49,15            | 1er              | 12 020           | 51,09                          | 1er                            | Élu                            |       |
| 2025  | Nancy        | 10 363        | 42,21            | 1er              | 12 689           | 51,15                          | 1er                            | Élu                            |       |

### Élections législatives
| Année | Parti                 | Parti | Circonscription      | 1er tour | 1er tour | 1er tour | 2d tour | 2d tour | 2d tour | Issue |
| Année | Parti                 | Parti | Circonscription      | Voix     | %        | Rang     | Voix    | %       | Rang    | Issue |
| ----- | --------------------- | ----- | -------------------- | -------- | -------- | -------- | ------- | ------- | ------- | ----- |
| 2007  |                       | PS    | 8e de Seine-et-Marne | 17 698   | 29,05    | 2e       | 28 946  | 49,06   | 2e      | Battu |
| 2012  | 11e de Seine-et-Marne | PS    | 14 800               | 47,25    | 1er      | 18 740   | 63,22   | 1er     | Élu     |       |
| 2017  | 11e de Seine-et-Marne | PS    | 7 274                | 27,37    | 2e       | 13 639   | 61,09   | 1er     | Élu     |       |
| 2022  | 11e de Seine-et-Marne | PS    | 12 279               | 46,90    | 1er      | 15 453   | 64,45   | 1er     | Élu     |       |
| 2024  | 11e de Seine-et-Marne | PS    | 21 643               | 53,42    | 1er      |          |         |         | Élu     |       |

## Publications
- Le Bruit du tic tac (avec Lucile Schmid), Robert Laffont, novembre 2001  (ISBN 978-2221096048).
- Ségo, François, papa et moi, Hachette Littératures, janvier 2007  (ISBN 978-2-01-235969-7).
- Le capital républicain, L'Aube, novembre 2023  (ISBN 978-2-8159-3953-9)
- Je reviens te chercher, Robert Laffont, 30 avril 2025, 305 p. (ISBN 978-2-221-28063-8)